# Georgskirche (Dettingen unter Teck)

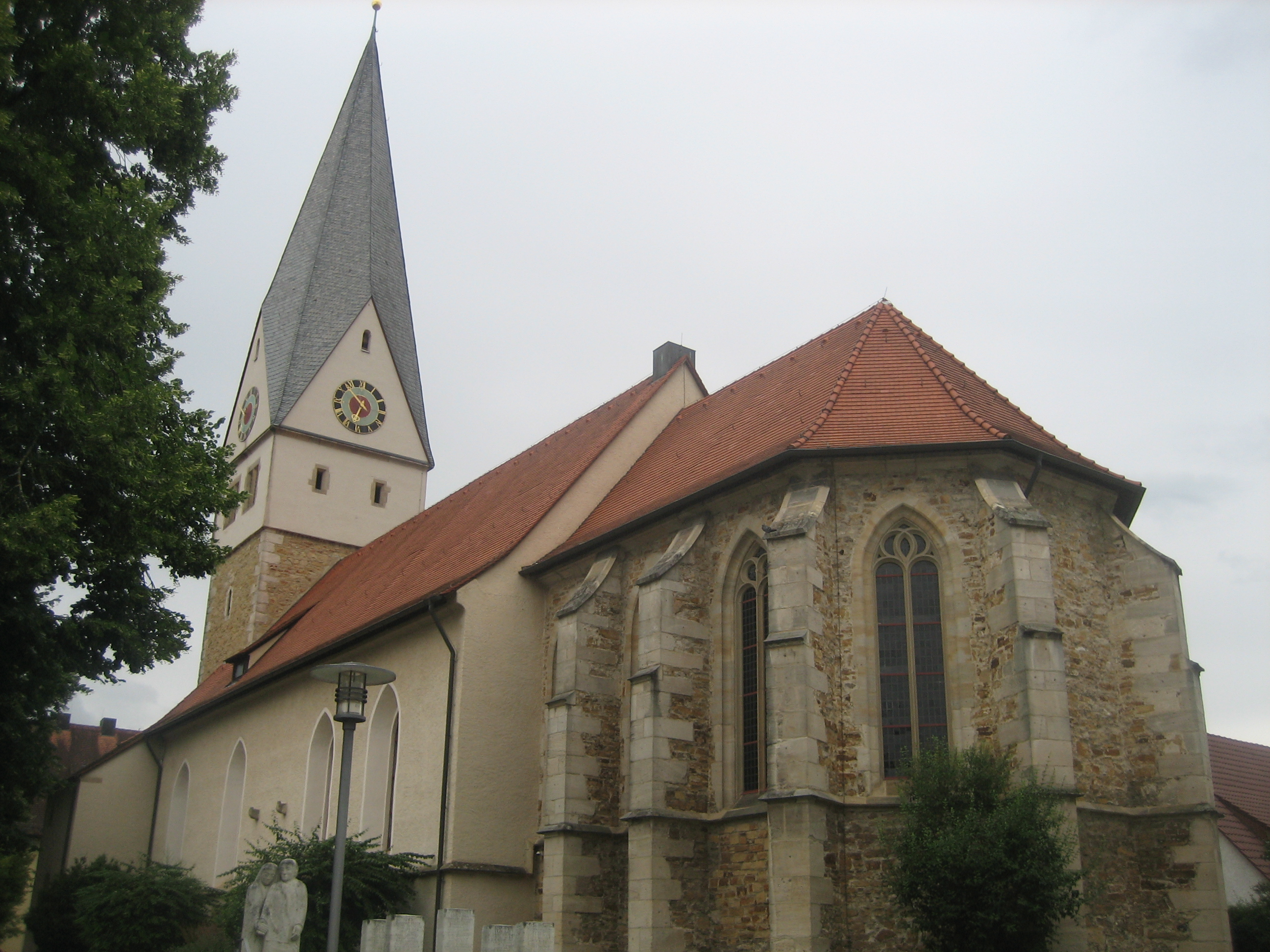
Georgskirche in Dettingen unter Teck

Die evangelische Georgskirche ist ein geschütztes Kulturdenkmal nach dem Denkmalschutzgesetz. Sie steht in Dettingen unter Teck, einer Gemeinde im Landkreis Esslingen in Baden-Württemberg. Die Kirchengemeinde gehört zum Kirchenbezirk Kirchheim unter Teck in der Evangelischen Landeskirche in Württemberg.

## Beschreibung
Die im Kern gotische Saalkirche besteht aus einem nach der Zerstörung im Zweiten Weltkrieg in reduzierten Formen wieder aufgebauten Langhaus, einem eingezogenen, dreiseitig geschlossenen Chor im Osten und einem Kirchturm im Westen, der mit einem spitzen, schiefergedeckten Helm bedeckt ist. In den Giebeln seiner Wände sind die Zifferblätter der Turmuhr untergebracht.
Der Schlussstein des Gewölbes im von Strebepfeilern gestützten Chor wird Aberlin Jörg zugeschrieben. Die von Rudolf von Beckerath Orgelbau 1983 gebaute Orgel wurde 2018 in die Georgskirche umgesetzt. Sie verfügt über 24 Register auf zwei Manualen und Pedal.